# Lilly Wood and the Prick
Lilly Wood and the Prick sono un duo musicale francese di musica alternativa originario di Parigi e attivo dal 2006.
Prima dell'esordio discografico, avvenuto nel maggio 2010 con l'album Invincible friends, hanno pubblicato alcune cover. Il secondo disco è uscito nel novembre 2012. Nel giugno 2014 il DJ tedesco Robin Schulz ha remixato il loro brano Prayer in C portandolo al successo in tutta Europa.

## Genere e influenze musicali
Lilly Wood and the Prick è un gruppo anglofono pop ed electro folk. Le influenze del gruppo vanno da Johnny Cash e Patti Smith sino a The Kills e Fleetwood Mac.

## Formazione
- Nili Hadida - voce
- Benjamin Cotto - chitarra

Sul palco inoltre la band è accompagnata da:
- Pierre Guimard - chitarra e basso della band;
- Mathias Fisch - batteria;
- Mathieu Denis - basso e tastiere, che dal gennaio 2011 sostituisce il bassista Clèment Fonio (che faceva parte della band dal settembre del 2010).

## Carriera

### 2006: Formazione
Il duo si è formato nel 2006 quando Nili Hadida e Benjamin Cotto tramite un amico in comune si sono incontrati in un cafè parigino e decisero di collaborare insieme per scrivere canzoni.

### 2008-09:Lilly Who and the What?
Nl 2008 fecero una cover di L.E.S. Artistes dei Santigold. Incontrarono il chitarrista Pierre Guimard che aveva ascoltato la canzone su MySpace e si offrì di lavorare con loro per la produzione delle loro canzoni. Il 2008 ha visto l'uscita del singolo Folk and Proud dell'EP Lilly Who and the What? su etichetta della Choke Industry fondata da Pierre Guimard e Matthieu Tessier, i manager del duo.
Nel 2009 il duo ha firmato con un'altra etichetta indipendente molto importante, la Cinq7.

### 2010-12:Invicible Friends

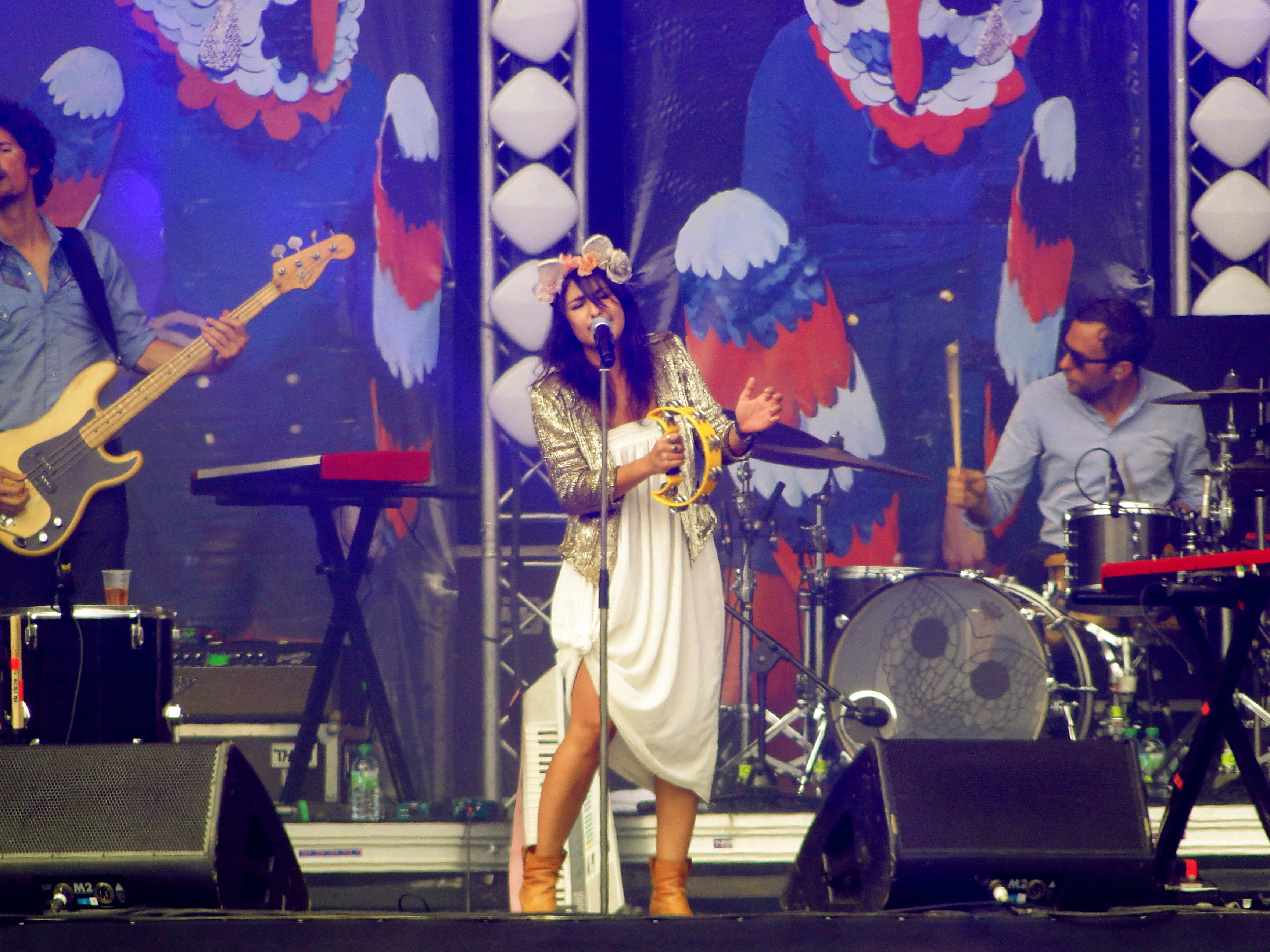
Lilly Wood and the Prick al Festival Rock sulla Senna nel 2011.

Il primo album in studio Invicible Friends è stato pubblicato il 31 maggio 2010. Il 9 febbraio 2011 sono stati nominati per il premio "rivelazione del pubblico" per il Victories de la Musique. Nella cerimonia tenutasi il 1º marzo e in onda su France 2, TV5 Monde e France Inter hanno vinto, battendo Ben l'Oncle Soul, Camèlia Jordana, Zaz, Fèfè, Guillame Grand, Florent Marchet e Okou.
Hanno anche partecipato all'Olympia di Parigi il 1º maggio 2011 in occasione dell'anniversario della pubblicazione del loro primo album in studio.
Il loro secondo album The Fight è uscito il 5 novembre 2012 e la prima clip di quest'album (Middle of the Night) il 10 settembre.

### 2014:Prayer in C
Nel giugno del 2014 il gruppo ha pubblicato Prayer in C. Con il remix del tedesco Robin Schulz, il singolo ha fatto successo in tutta Europa arrivando in cime alle classifiche in Italia, Austria, Germania, Svizzera, Lussemburgo, Francia, Paesi Bassi, Belgio e Ungheria.
La band, dato l'immediato successo acquisito, è stata nominata ancora una volta ai Victories de Musique nel 2014 nella categoria "Artist Female Performer".

### 2015-oggi:Shadows
In seguito al successo di Prayer in C, nel 2015 il gruppo ha pubblicato il terzo album, Shadows, anticipato dall'omonimo singolo e da I Love You.

## Discografia

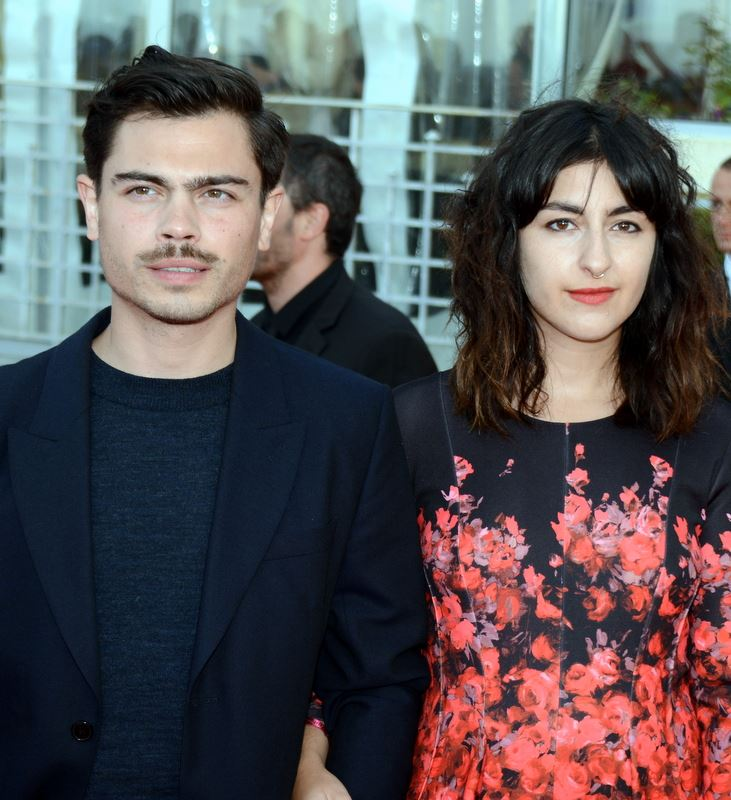
Il duo nel 2014 al Cabourg Film Festival

### Album
- 2010 - Invincible Friends
- 2012 - The Fight
- 2015 - Shadows

### EP
- 2009 - Lilly Who and the What?

### Singoli
- 2009 - Folk and Proud
- 2010 - Down the Drain
- 2010 - This is a Love Song
- 2012 - Middle of the Night
- 2012 - Where I Want to Be (California)
- 2014 - Long Way Back
- 2014 - Into Trouble
- 2014 - Prayer in C (Robin Schulz remix)
- 2015 - Shadows
- 2015 - I Love You

## Filmografia
- Uff, regia di Yann Coridian (2013)

## Pubblicità
Nel settembre del 2010 Lilly Wood and the Prick è stato scelto da Guerlain per illustrare la nuova campagna pubblicitaria per la nuova fragranza Idylle con la canzone This is a Love Song. Una clip della stessa canzone è stata pubblicata nel 2011 tramite la HK Corp.
Sempre nello stesso mese Virgin Radio presenta una sua campagna pubblicitaria (composta da spot e campagna di manifesti) realizzato dall'agenzia Right Hemisphere e accompagnata dalla canzone Down The Drain del duo.
Dal 5 al 9 novembre 2012 Middle of the Night diviene la sigla del Gran Journal del canale a pagamento francese Canal+.
Nell'aprile del 2014 il marchio di lusso Cartier usa Into Trouble per la pubblicità del profumo Panther.